# Лі Шоу
Лі Шоу (спрощ.: 李寿; кит. трад.: 李壽; піньїнь: Lǐ Shòu; 314-338) — четвертий імператор династії Чен періоду Шістнадцяти держав.

## Життєпис
Був сином Лі Сяна — дядька й довіреного радника імператора Лі Сюна. У 18-річному віці став генералом, оскільки Лі Сюн вбачав у ньому талановитого поководця. Від 328 року обіймав різні важливі державні посади, отримав титул Фуфен-ґун. У 332—333 роках відвоював у Цзінь провінцію Нінчжоу (територія сучасних провінцій Юньнань і Ґуйчжоу), за що отримав титул Цзяннін-вана.
Після смерті Лі Сюна 334 року новим імператором став його племінник Лі Бань, якого за кілька місяців убили сини Лі Сюна — Лі Юе й Лі Ці. Останній зайняв престол. У той період Лі Шоу намагався утримуватись від участі у змовах на користь будь-якої зі сторін. Лі Ці зробив Лі Шоу правителем провінції Лянчжоу (північна частина сучасної провінції Сичуань) з резиденцією у Фучені.
Лі Ці, який остерігався можливої змови, наказав стратити деяких своїх родичів. Лі Шоу злякався, що він може бути страчений наступним, тому під час візитів до столиці він доручав кому-небудь зі своїх підлеглих надіслати фальшиву доповідь щодо загрози вторгнення, щоб мати привід якомога швидше залишити столицю. 338 року він, за порадою наближених воєначальників, вирішив здійснити напад на Ченду. В разі успіху задуманого Лі Шоу мав оголосити себе васалом імперії Цзінь, незалежність від якої проголосив Лі Сюн. Лі Шоу захопив Ченду, заарештував Лі Юе та наближених чиновників Лі Ці, а також змусив останнього віддати наказ про їхню страту. Потім Лі Шоу підробив указ від імені вдови-імператриці Жень, відповідно до якого Лі Ці втратив престол і був проголошений правителем повіту Сюнду. Впавши в депресію від подібного приниження, Лі Ці невдовзі покінчив життя самогубством.
Радники Ло Хен і Цзе Симін рекомендували Лі Шоу проголосити себе тільки князем Ченду й визнати себе васалом імперії Цзінь, утім Жень Дянь, Цай Сін і Лі Янь наполягали, щоб він зайняв трон. Лі Шоу пристав на другу пораду, втім змінив назву держави з Чен на Хань, та заснував новий державний храм, присвячений його батьку Лі Сяну та його матері панні Цзань. Таким чином він фактично розірвав зв'язок із засновником держави, Лі Сюном. Новий імператор настільки не сприймав події доби Лі Сюна, що заборонив своїм підлеглим згадувати в доповідях і петиціях про чесноти Лі Сюна, розраховуючи, що зможе перевершити його. Лі Шоу зажадав, щоб Гун Чжуан припинив відлюдництво та став старшим радником, утім той, розчарований рішенням Лі Шоу не ставати васалом Цзінь, відмовився.
338 року чиновник Жень Янь — брат вдови-імператриці Жень — організував змову, яку було викрито. Лі Шоу скористався цим як приводом до страти всіх ще живих синів Лі Сюна.
Навесні 339 року імперія Цзінь відвоювала Нінчжоу. Надалі Цзінь і Чен/Хань вели між собою боротьбу за окремі частини Нінчжоу.
340 року Ши Ху — імператор Пізньої Чжао — запропонував Лі Шоу союз проти Цзінь. Лі Шоу погодився й розпочав будівництво річкового флоту, а також заготівлю продовольства для походу, попри опозицію з боку Цзе Симіна. Тоді до Ченду прибув Гун Чжуан і проаналізував для Лі Шоу ситуацію: якщо Цзінь паде, то Лі Шоу доведеться підкоритись Пізній Чжао. Тоді імператор відмовився від планів атаки на Цзінь.
До кінця свого правління Лі Шоу остаточно втратив народну підтримку. 343 року він помер, а трон зайняв його син Лі Ши.

## Девіз правління
- Ханьсін (漢興) 338—343